# Pagode des Bailin-Tempels

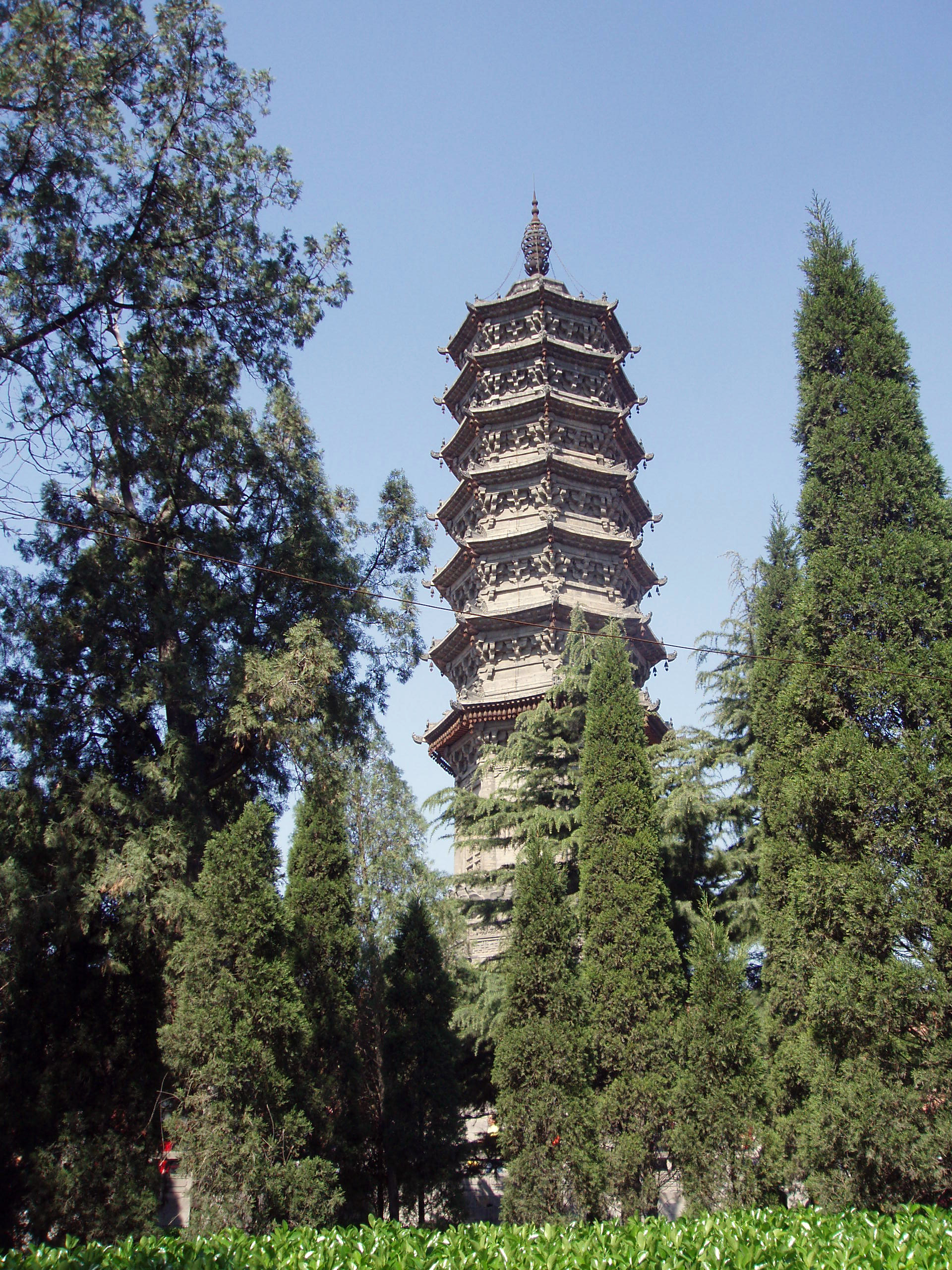
Pagode des Bailin-Tempels

Die Pagode des Bailin-Tempels (柏林寺塔,  Bólín sì tǎ) ist eine buddhistische Pagode des Tempels Bailin Chansi 柏林禪寺 aus der Zeit der Mongolen-Dynastie im Kreis Zhao (dem früheren Zhaozhou), Provinz Hebei. Es ist eine achteckige siebengeschossige Miyan-Stil-Ziegelpagode. Sie wurde 1330 erbaut.
Sie steht seit 2006 auf der Liste der Denkmäler der Volksrepublik China (6-328).